# I Congresso del Partito Operaio Socialdemocratico Russo

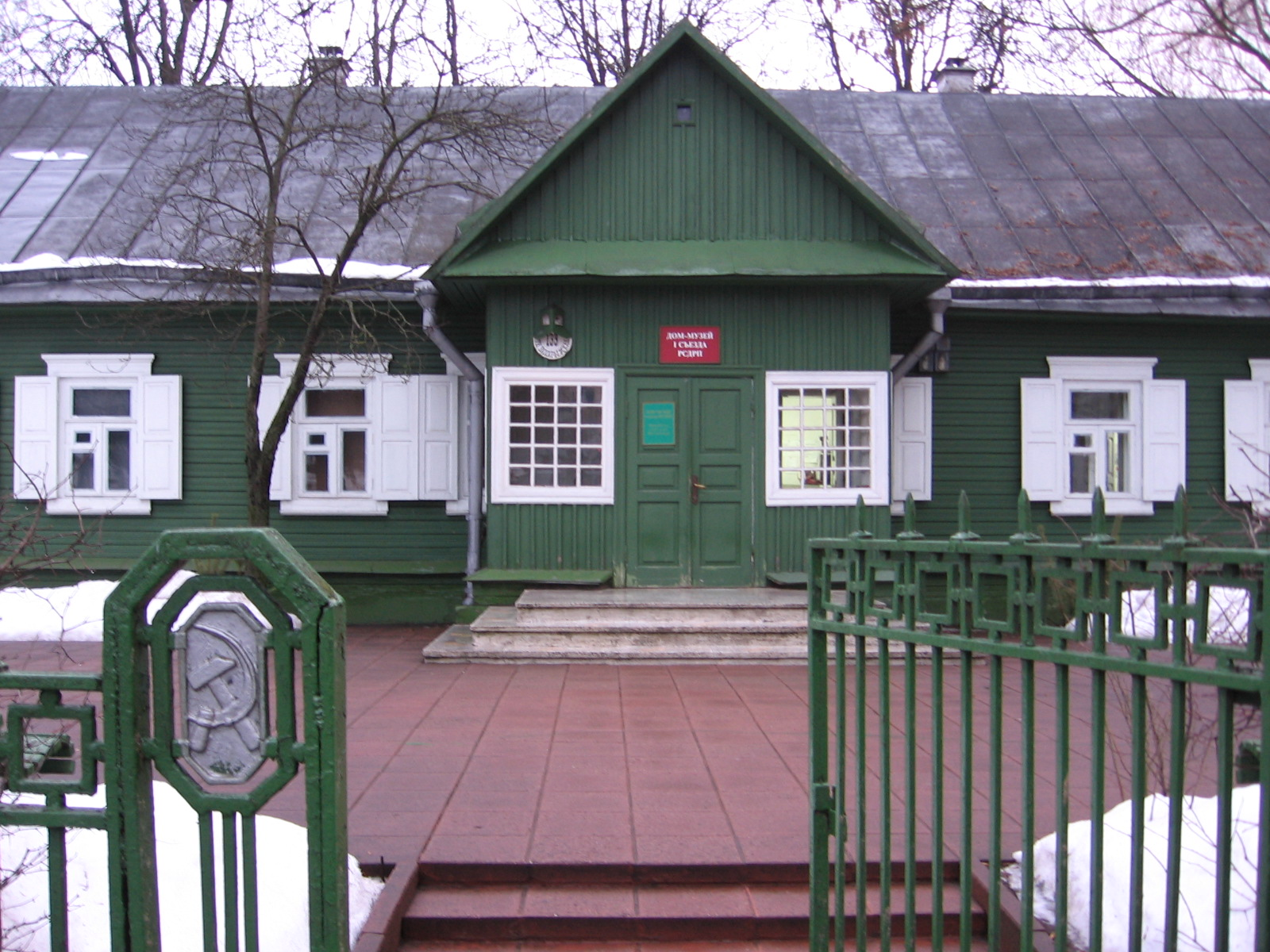
La casa dove fu fondato il POSDR

Il I Congresso del Partito Operaio Socialdemocratico Russo (POSDR) si tenne a Minsk dal 13 al 15 marzo 1898 (dal 1º al 3 marzo del calendario giuliano).

## I lavori
Alle dieci del mattino del 13 marzo 1898, a Minsk, nella casa del ferroviere P. V. Rumjancev, si riunirono clandestinamente gli esponenti di sei organizzazioni rivoluzionarie:
- Boris Ėjdel'man (1867-1939) e Natan Vigdorčik (1874-1954) per il gruppo attivo a Kiev denominato "Rabočee Delo" ("La Causa operaia"), che stampava illegalmente il giornale Rabočaja Gazeta (La Gazzetta operaia);
- Pavel Tučapskij (1869-1922) per un altro gruppo di Kiev denominato "Unione operaia";
- Stepan Radčenko (1868-1911) per l'"Unione di lotta per l'emancipazione della classe operaia" di San Pietroburgo;
- Viktor Vannovskij (1867-1934) per l'"Unione operaia" di Mosca, fondata nell'aprile del 1894;
- Kazimir Petrusevič (1872-1949), membro dell'"Unione operaia" di Ekaterinoslav
- Aaron Kremer (1865-1935), Abram Mutnik (1868-1930) e Šmuel Kac (1875-1928) per il Bund, l'organizzazione socialista ebraica.[2]

I lavori furono presieduti da Ėjdel'man, mentre Vigdorčik svolse le funzioni di segretario. I convenuti ratificarono la costituzione del Partito Operaio Socialdemocratico Russo (Rossijskaja Social-Demokratičeskaja Rabočaja Partija). Fu scelto l'aggettivo "rossijskaja" anziché "russkaja" (russo di etnia), per la sua accezione più larga e politica: in tal modo al partito potevano iscriversi gli appartenenti a qualsiasi nazionalità, fermo restando il diritto all'autodeterminazione delle nazioni dell'impero russo, come stabilito al IV Congresso dell'Internazionale socialista tenuto a Londra nel 1896. I delegati elessero nel Comitato centrale Ėjdel'man, Kremer e Radčenko, che furono incaricati di redigere il manifesto che annunciava la formazione della nuova organizzazione politica.

## Il manifesto

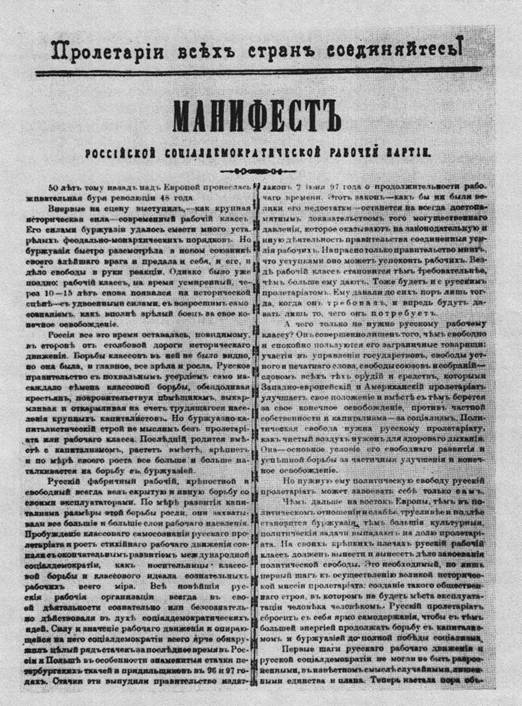
Il manifesto del POSDR

La stesura del manifesto fu affidata dal Comitato centrale a Pëtr Struve, un intellettuale allora considerato tra i migliori marxisti russi. Il manifesto, approvato dai congressisti, fu stampato in aprile in una tipografia clandestina di Babrujsk insieme con le Decisioni del Congresso.
Struve scriveva che nelle rivoluzioni europee del 1848, «per la prima volta, la classe operaia era apparsa come una grande forza storica. Grazie a essa la borghesia riuscì ad abolire gran parte delle sopravvivenza feudali. Ma ben presto la borghesia riconobbe nel nuovo alleato il suo nemico più accanito e si gettò nelle braccia della reazione, abbandonando il proletariato e la causa della libertà». A causa della «debolezza, codardia e vigliaccheria politica della borghesia», particolarmente notevoli in quella russa, la classe operaia era riapparsa anni dopo sulla scena politica, «più cosciente e più forte», per conquistare le libertà democratiche e successivamente procedere alla lotta per il socialismo.
E concludeva che il nuovo partito si poneva l'obiettivo immediato della «conquista della libertà politica», secondo quanto già indicato dai «gloriosi combattenti dell'antica Narodnaja Volja», con la differenza che il partito socialdemocratico voleva essere «un movimento classista delle masse operaie organizzate».

## L'arresto dei delegati
Nella notte tra il 23 e il 24 marzo la polizia zarista riuscì a smantellare l'organizzazione procedendo a numerosi arresti, tra i quali quelli di Kremer e di Ėjdel'man, e soltanto Radčenko riuscì a sfuggire alla cattura. In luglio fu scoperta anche la tipografia e vennero arrestati più di settanta membri del Bund. Il partito, appena costituito, sembrava già essere stato distrutto. Per questo motivo, Zinov'ev poteva scrivere nel 1923 che la data di fondazione del marzo 1898 era «poco significativa», perché quel congresso «non produsse quasi nessun risultato».
Tale opinione non era condivisa da Lenin, che nel 1899 aveva scritto dell'«opera brillantemente iniziata» e dell'«enorme passo avanti» fatto dal movimento operaio russo con la fondazione del Partito socialdemocratico, primo tentativo di unificare tutte le sparse correnti socialiste.